# نعل بویی
نعل بویی، روستایی از توابع بخش ماهورمیلانی شهرستان ممسنی در استان فارس ایران است.

## جمعیت
این روستا در دهستان میشان قرار دارد و براساس سرشماری مرکز آمار ایران در سال ۱۳۸۵، جمعیت آن زیر سه خانوار بوده‌است.